# Chassey-le-Camp
Chassey-le-Camp és un municipi francès, situat al departament de Saona i Loira i a la regió de Borgonya - Franc Comtat. L'any 2007 tenia 312 habitants.

## Demografia

### Població
El 2007 la població de fet de Chassey-le-Camp era de 312 persones. Hi havia 116 famílies, de les quals 29 eren unipersonals (12 homes vivint sols i 17 dones vivint soles), 41 parelles sense fills i 46 parelles amb fills.
La població ha evolucionat segons el següent gràfic:
Habitants censats

### Habitatges
El 2007 hi havia 165 habitatges, 126 eren l'habitatge principal de la família, 31 eren segones residències i 8 estaven desocupats. 161 eren cases i 3 eren apartaments. Dels 126 habitatges principals, 108 estaven ocupats pels seus propietaris, 14 estaven llogats i ocupats pels llogaters i 4 estaven cedits a títol gratuït; 2 tenien una cambra, 8 en tenien dues, 27 en tenien tres, 35 en tenien quatre i 54 en tenien cinc o més. 112 habitatges disposaven pel capbaix d'una plaça de pàrquing. A 46 habitatges hi havia un automòbil i a 72 n'hi havia dos o més.

### Piràmide de població
La piràmide de població per edats i sexe el 2009 era:
| Homes | Edats   | Dones |
| ----- | ------- | ----- |
| 0     | 95 o +  | 0     |
| 0     | 90 a 94 | 0     |
| 0     | 85 a 89 | 0     |
| 4     | 80 a 84 | 4     |
| 4     | 75 a 79 | 12    |
| 4     | 70 a 74 | 4     |
| 12    | 65 a 69 | 12    |
| 4     | 60 a 64 | 8     |
| 4     | 55 a 59 | 4     |
| 8     | 50 a 54 | 4     |
| 12    | 45 a 49 | 8     |
| 8     | 40 a 44 | 12    |
| 12    | 35 a 39 | 8     |
| 8     | 30 a 34 | 12    |
| 16    | 25 a 29 | 20    |
| 8     | 20 a 24 | 0     |
| 4     | 15 a 19 | 8     |
| 16    | 10 a 14 | 4     |
| 4     | 5 a 9   | 8     |
| 8     | 0 a 4   | 20    |

## Economia
El 2007 la població en edat de treballar era de 202 persones, 149 eren actives i 53 eren inactives. De les 149 persones actives 136 estaven ocupades (81 homes i 55 dones) i 13 estaven aturades (5 homes i 8 dones). De les 53 persones inactives 20 estaven jubilades, 17 estaven estudiant i 16 estaven classificades com a «altres inactius».

### Ingressos
El 2009 a Chassey-le-Camp hi havia 122 unitats fiscals que integraven 311,5 persones, la mediana anual d'ingressos fiscals per persona era de 18.542 €.

### Activitats econòmiques
Dels 15 establiments que hi havia el 2007, 1 era d'una empresa de fabricació d'altres productes industrials, 3 d'empreses de construcció, 6 d'empreses de comerç i reparació d'automòbils, 2 d'empreses d'hostatgeria i restauració, 1 d'una empresa immobiliària, 1 d'una empresa de serveis i 1 d'una empresa classificada com a «altres activitats de serveis».
Dels 3 establiments de servei als particulars que hi havia el 2009, 1 era un taller de reparació d'automòbils i de material agrícola, 1 electricista i 1 restaurant.
L'any 2000 a Chassey-le-Camp hi havia 13 explotacions agrícoles que ocupaven un total de 200 hectàrees.

## Poblacions més properes
El següent diagrama mostra les poblacions més properes.